# Compiègne

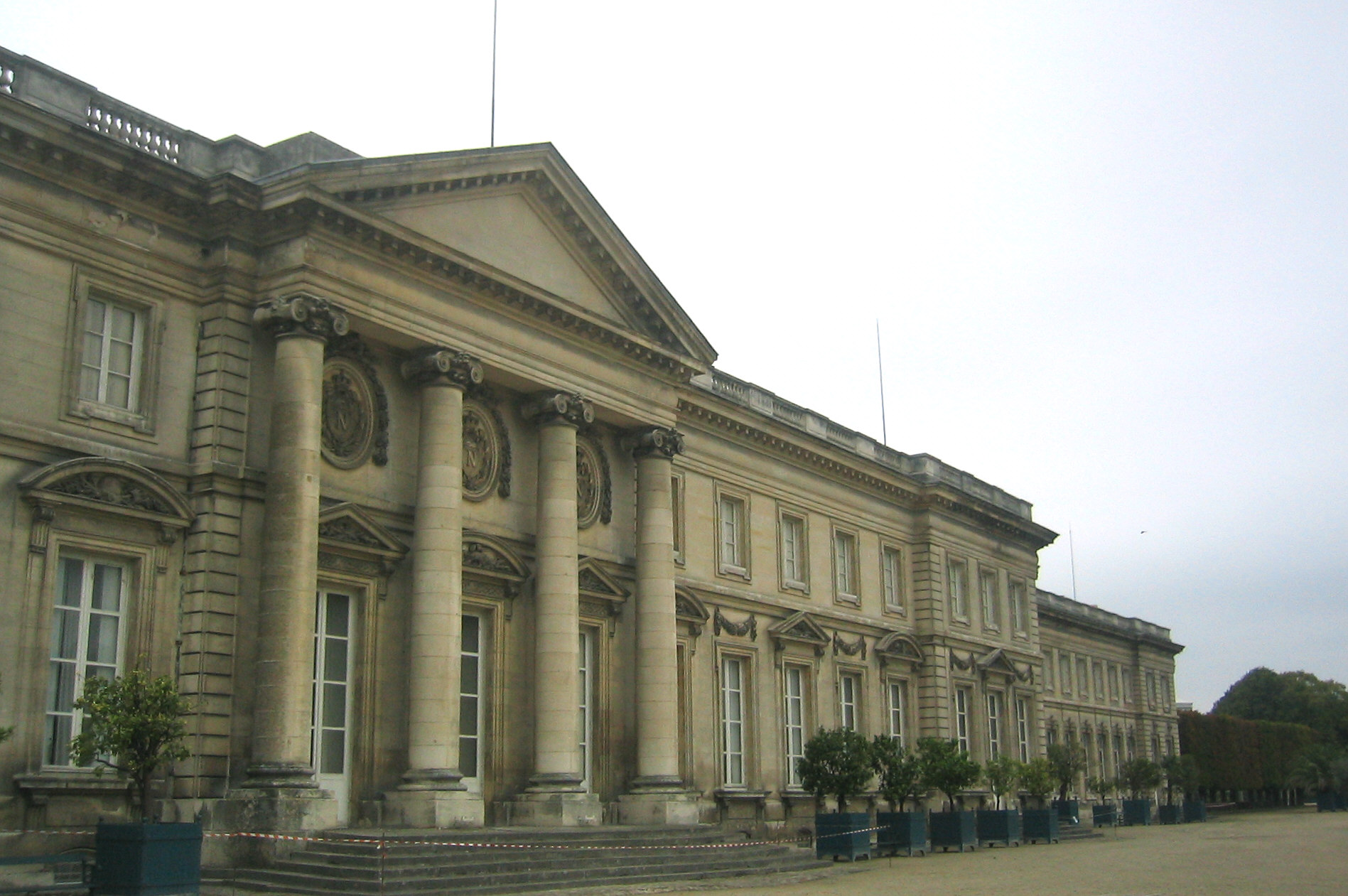
Slottet i Compiègne

Compiègne är en stad och kommun omkring 75 km nordöst om Paris i Frankrike, med 40 808 invånare (2022). Compiègne tillhör departementet Oise i regionen Hauts-de-France och ligger där floderna Oise och Aisne går samman.
1430 tillfångatogs Jeanne d'Arc utanför Compiègnes murar av burgundera när hon, med en liten armé, försökte undsätta den belägrade staden.
Det var i Compiègneskogen som Tyskland skrev under kapitulationen efter första världskriget 1918 och fransmännen skrev under kapitulationen inför Nazityskland 1940.
I Royallieu, strax utanför Compiègne, låg mellan 1941 och 1944 koncentrationslägret  Frontstammlager 122 ,  kallat "Camp de Royallieu" eller "Camp de Compiègne".
Compiègne är också sedan 1977 startplats för cykelloppet Paris–Roubaix.

## Befolkningsutveckling
Antalet invånare i kommunen Compiègne
| Referens: INSEE |